# Halowe Mistrzostwa Europy w Lekkoatletyce 1977 – bieg na 1500 m mężczyzn
Bieg na 1500 metrów mężczyzn – jedna z konkurencji biegowych rozgrywanych podczas halowych lekkoatletycznych mistrzostw Europy w hali Velódromo de Anoeta w San Sebastián. Eliminacje zostały rozegrane 12 marca, a bieg finałowy 13 marca 1977. Zwyciężył reprezentant Niemieckiej Republiki Demokratycznej Jürgen Straub. Tytułu zdobytego na poprzednich mistrzostwach nie obronił Paul-Heinz Wellmann z Republiki Federalnej Niemiec, który tym razem zdobył srebrny medal.

## Rezultaty

### Eliminacje
Rozegrano 2 biegi eliminacyjne, do których przystąpiło 17 biegaczy. Awans do finału dawało zajęcie jednego z pierwszych trzech miejsc w swoim biegu (Q). Skład finału uzupełniło dwóch zawodników z najlepszym czasem wśród przegranych (q).
Opracowano na podstawie materiału źródłowego.
Bieg 1
| Miejsce | Zawodnik            | Czas   | Uwagi |
| ------- | ------------------- | ------ | ----- |
| 1       | Henryk Wasilewski   | 3:42,5 | Q     |
| 2       | Paul-Heinz Wellmann | 3:42,5 | Q     |
| 3       | Jürgen Straub       | 3:42,6 | Q     |
| 4       | Anatolij Mamontow   | 3:42,7 | q     |
| 5       | Herman Mignon       | 3:43,5 |       |
| 6       | Panajotis Palikaris | 3:45,4 |       |
| 7       | Rudi Pagel          | 3:45,5 |       |
| 8       | Evert Hoving        | 3:47,9 |       |
| 9       | János Hrenek        | 3:48,3 |       |

Bieg 2
| Miejsce | Zawodnik         | Czas   | Uwagi |
| ------- | ---------------- | ------ | ----- |
| 1       | János Zemen      | 3:43,3 | Q     |
| 2       | Władimir Kanew   | 3:43,3 | Q     |
| 3       | Francis Gonzalez | 3:43,3 | Q     |
| 4       | Eamonn Coghlan   | 3:43,5 | q     |
| 5       | Wybo Lelieveld   | 3:44,1 |       |
| 6       | Tamás Szántó     | 3:45,1 |       |
| 7       | Peter Belger     | 3:45,6 |       |
| 8       | Jozef Lenčéš     | 3:46,2 |       |

### Finał
Opracowano na podstawie materiału źródłowego.
| Miejsce | Zawodnik            | Czas   |
| ------- | ------------------- | ------ |
| 1       | Jürgen Straub       | 3:46,5 |
| 2       | Paul-Heinz Wellmann | 3:46,6 |
| 3       | János Zemen         | 3:46,6 |
| 4       | Anatolij Mamontow   | 3:46,9 |
| 5       | Henryk Wasilewski   | 3:47,6 |
| 6       | Władimir Kanew      | 3:48,6 |
| 7       | Francis Gonzalez    | 3:49,2 |
| 8       | Eamonn Coghlan      | 3:53,3 |